# Stichopogon sogdianus
Stichopogon sogdianus är en tvåvingeart som beskrevs av Pavel Lehr 1975. Stichopogon sogdianus ingår i släktet Stichopogon och familjen rovflugor. Inga underarter finns listade i Catalogue of Life.